# João Vaz Guedes

João Vaz Guedes

João Teixeira de Queirós Vaz Guedes (Coimbra, 24 de Junho de 1871 - Lisboa, 23 de Março de 1926) foi um político e maçon português.

## Biografia
Filho de José Teixeira de Queirós de Morais Sarmento de Almeida e Vasconcelos e de sua mulher Maria Júlia Pimenta da Gama/da Costa Barreto, meia-sobrinha materna do 1.º Barão de Lordelo e neta materna duma Italiana.
Senhor do Casal do Paço, nos Arcos de Valdevez.

### Formação e vida profissional
Em 1889, ingressou na Faculdade de Direito da Universidade de Coimbra, pela qual alcançou o Bacharelato como formado em Direito, especialista em Direito Financeiro.
Dedicou a vida profissional à Advocacia.

### Maçonaria
Pertenceu à Maçonaria, tendo sido iniciado, em data desconhecida de 1909, na Loja Liberdade III, afecta ao Grande Oriente Lusitano Unido, com o nome simbólico de Gambetta.

### Funções políticas
Desempenhou e exerceu, ainda, as funções e os cargos de Secretário-Geral do Governo Civil do Distrito de Santarém. Republicano, integrou as fileiras do Partido Republicano Português (Democrático), ocupando, depois da Implantação da República Portuguesa, o cargo de Governador Civil do Distrito de Viseu de 18 de Janeiro a 13 de Dezembro de 1913, ao mesmo tempo que iniciava vida parlamentar como Deputado pelo Círculo Eleitoral de Pinhel, entre 1913 e 1915, etc. Deputado por Ponte de Lima em 1919, candidatou-se, sem sucesso, pelo mesmo Círculo Eleitoral no ano de 1921, vindo a retomar o assento parlamentar por Santarém de 1922 a 1925.
Fez parte do elenco governativo em 1923, como responsável pelas pastas interinamente pelo Ministério do Comércio de 9 de Janeiro a 15 de Novembro de 1923, pelo Ministério da Agricultura de 30 de Abril a 8 de Maio de 1923 e interinamente pelo Ministério das Finanças de 24 de Outubro a 15 de Novembro de 1923.

### Casamento e descendência
Casou em Santarém, a 27 de Maio de 1901 com D. Amália de Sousa Coutinho (Lisboa ou Santarém, 22 de Abril de 1879 - Lisboa, 19 de Maio de 1966), filha do 5.° Conde de Linhares, da qual teve um único filho, José Maria do Carmo de Queirós Vaz Guedes (Santarém, 17 de Julho de 1902 - ?), Engenheiro Civil, etc, casado em Santarém, a 4 de Maio de 1929 com Maria de Lourdes de Vasconcelos e Sá Guerreiro Nuno (Lisboa, 8 de Setembro de 1906 - ?), irmã de José Aníbal de Vasconcelos e Sá Guerreiro Nuno, bisneta do 1.º Barão de Albufeira, prima-sobrinha do 1.º Visconde de Silvares e neta materna duma Espanhola, da qual teve Maria Augusta de Queirós Vaz Guedes (30 de Janeiro de 1930), Maria Amália de Queirós Vaz Guedes (17 de Abril de 1931) e José de Queirós Vaz Guedes (Alcácer do Sal, 13 de Outubro de 1938 – Lisboa, 11 de Janeiro de 2016).